# Гарфинкель, Йосеф
Йосеф Гарфинкель (23 июля 1956 года, Хайфа, Израиль) — израильский археолог, профессор археологии в Еврейском университете Иерусалима, специализируется в Библейской археологии и в археологии неолитического периода. Гарфинкель — автор многих научных трудов по археологии неолитических поселений Ближнего Востока, у него 15 книг по истории Земли Израиля и более 100 научных статей по этой теме. Он является хранителем музея ярмукской культуры в кибуце Шаар-ха-Голан.

## Биография
Йосеф Гарфинкель завершил обучение и получил степень бакалавра по географии и археологии в Еврейском университете в Иерусалиме в 1981 году, и магистра библейской археологии в 1987 году.
С 1983 по 1987 год Гарфинкель работал в качестве научного сотрудника в Еврейском университете и возглавлял археологические раскопки в Ифтахеле, расположенном в Нижней Галилее. В процессе раскопок было обнаружено пять уровней поселения, гипсовые полы, ямы, гробницы, места захоронения и кости животных периода докерамического неолита II. Это обнаружение включало древнейшие в мире свидетельства одомашнивания фасоли и значительное количество семян чечевицы.
С 1986 по 1987 год Гарфинкель руководил первыми раскопками на месте моста в долине реки Иордан. Результаты раскопок указали на существование небольшой деревни периода докерамического неолита I в этом районе. Кроме того, были обнаружены редкие артефакты, не встречавшиеся на других стоянках того периода, включая мастерскую по изготовлению базальтовых инструментов.
В 1989 — 1990 годах Гарфинкель проводил раскопки вблизи Шаар ха-Голан, где находится деревня Ярмуки периода керамического неолита. В последующие годы (1996-2004) он продолжил раскопки в этом районе, обнаружив множество артефактов, связанных с культурой Ярмукян, и крупные строения, не имеющие аналогов в то время. В том же периоде Гарфинкель провел две раскопки в Тель-Али, расположенном к югу от Галилейского моря, в долине реки Иордан.
В 1992 году Йосеф Гарфинкель защитил докторскую диссертацию на тему «Материальная культура в долине реки Иордан в ранний неолит, керамический и энеолитический периоды» (התרבות החומרית בעמק הירדן בתקופות הנאוליתית הקרמית והכלקוליתית הקדומה) под руководством проф. Амнона Бен-Тора и проф. Наамы Горен-Инбар. В этом же году он получил докторскую степень в Гарвардском университете.
Гарфинкель работал научным сотрудником в Институте археологии Олбрайта (1985 — 1993) и научным сотрудником во Французском исследовательском центре в Иерусалиме (1987 — 1992).
С 1993 года преподавал археологию бронзового и железного века в институте археологии Иерусалимского университета
В 1994 году его назначили куратором Музея ярмукской культуры имени Иегуды Рота в кибуце Шаар ха-Голан.
С 1995 по 1998 год он занимал должность заведующего кафедрой археологии в филиале Еврейского университета в Реховоте, а также в 1997—1998 годах возглавлял раскопки в неолитической Ашкелоне, расположенной к северу от Тель-Ашкелона, на берегу Средиземного моря. Результатом раскопок стало обнаружение около 100 000 костей животных и тысяч кремневых изделий.
В 2004 году Гарфинкель провел археологические исследования в Тель-Цафе с Йорк-Роу, а в 2005 — 2007 годах он организовал обширные раскопки на этом участке, обнаружив большие здания во дворе, включая круглые силосы, организованные рядами. Раскопки подтвердили долгосрочные связи этого места с Анатолией (обсидиан), Месопотамией (керамика Обейда) и Египтом (нилотская раковина).
В период с 2004 по 2006 годы он занимал должность заведующего кафедрой библейской археологии, после чего стал профессором археологии Земли Израиля Игаля Ядина. В 2006 году Гарфинкель был удостоен премии Полонского за творчество и оригинальность в гуманитарных науках от Еврейского университета.
С 2007 по 2013 год Йосеф Гарфинкель проводил раскопки древнеизраильского города в Хирбет Кейяфа недалеко от долины Элла вместе с археологом Сааром Ганором. В 2008 году им была обнаружена надпись, сделанная чернилами на черепке глиняной посуды на протофиникийском языке. Находка стала самым ранним еврейским текстом, найденным на сегодняшний день. Результатом раскопок стало обнаружение древнего города, относящегося к периоду Первого Храма в Иудее (около 1000 г. до н. э.), где были найдены необычные артефакты, неизвестные в других местах Иудейского региона.
С 2013 по 2017 год он руководил четвертой экспедицией по раскопкам в Тель-Лахише.
В июле 2019 года профессор Гарфинкель вместе с Сааром Ганором из Управления древностей Израиля и профессором Кайлом Каймером из Университета МакКуорри в Сиднее, Австралия, проводили идентификационные работы на месте Хирбет-эль-Рай в Иудейской низменности — между Кирьят-Гатом и Лахишем. На раскопках в Хирбет-эль-Рай ими обнаружена редкая надпись времён библейских судей. Надпись носит название «Иеруббаал» и является ещё одним доказательством историчности Библии.